# Aeroporto di Annobón
L'Aeroporto di Annobón (in spagnolo Aeropuerto de Annobón; in portoghese Aeroporto de Ano Bom) è un aeroporto della Guinea Equatoriale situato sull'isola di Annobón, presso il villaggio di San Antonio de Palé.
L'aeroporto è stato inaugurato il 15 ottobre 2013 alla presenza del presidente equatoguineano Teodoro Obiang Nguema Mbasogo.